# Кишечный акариаз

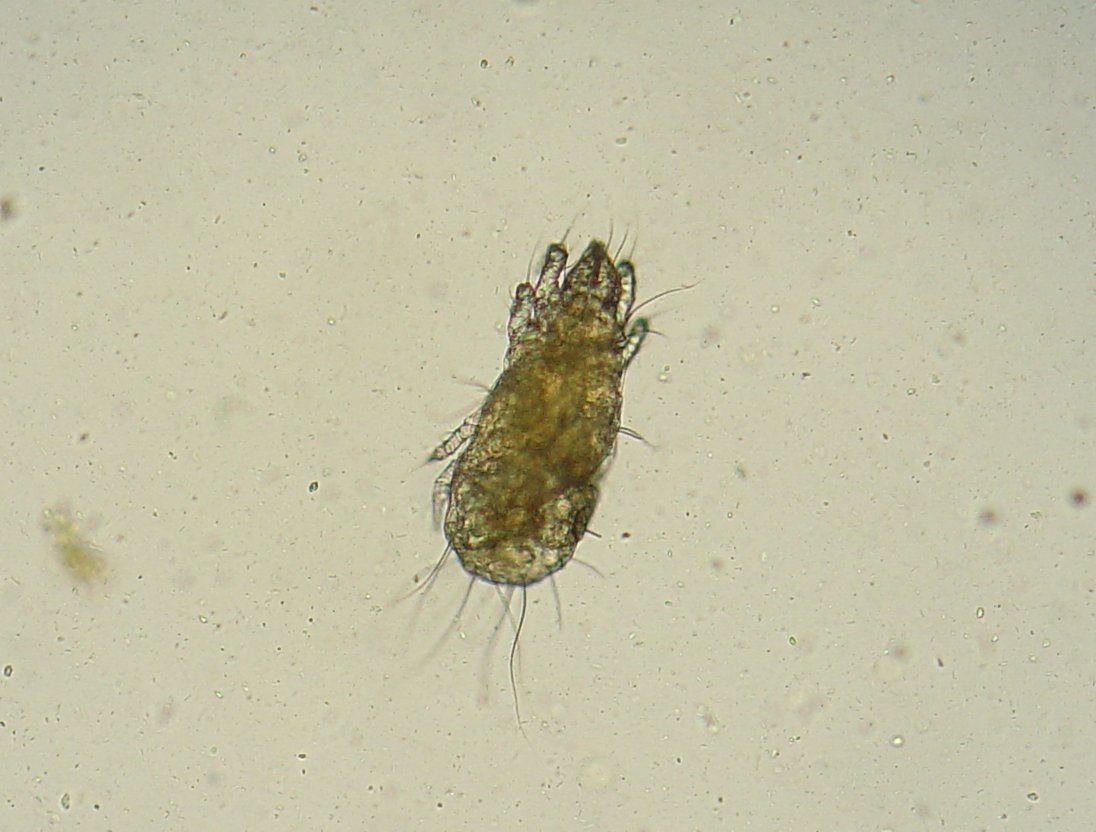
Acarus siro

Кишечный акариаз (intestinal acariasis) — малоизученный акариаз желудочно-кишечного тракта, возникающий при инвазии сырным (Acarus siro), сахарным (Glyciphagus) и зерновым клещом, и характеризующийся болями в животе, диареей.

## Характеристики возбудителей и клиническая картина
Первым заподозрившем связь дизентерии и диареи с клещами был Карл Линней, обнаруженный в экскрементах своего больного студента клеща он назвал Acarus dysenteriae.
Болезнь распространена повсеместно, но чаще в странах Азии (Китае и т.д.). Чаще болеют работники пищевых, сельскохозяйственных предприятий, аптек, дети.
Основной клинический симптом — брюшная боль и диарея.
Клещи попадают в ЖКТ с пищей или заглатываются с пылью.
Попадая с продуктами питания в пищеварительную систему человека, клещи могут вызывать тошноту, рвоту, понос. Некоторые виды клещей способны переходить к существованию в анаэробных условиях кишечника и даже размножаться там.
Клещи внедряются либо раздражают хелицерами, гнатосомой или конечностями слизистую оболочку, кишечные мускулы. Клещи, части клещей и продукты их метаболизма могут отвечать за аллергические реакции пищеварительной системы, такие как боль в животе и диарею.
Недавние исследования китайских учёных выявили паразитирование клещей в желудочно-кишечном тракте и мочевых путях человека. Исследование в Китае выявило, что 3.5% образцов мочи (см. Уринарный акариаз) и 6.2% образцов кала содержали взрослых, личинки, или яйца клещей.
Может выявляться гной и кровь в экскрементах, ощущение жжения в анусе, астма, низкая температура, общее недомогание. Клещи могут поразить помимо кишечника другие органы (дыхания, мочеполовой системы и т.д.).
Клещей обнаруживают в кале. Клещи в образцах мочи и кала определяются влажными солевыми методами плавания и просеивающий после центрифугирования.
Клещи на разных стадиях развития и их яйца были найдены в желчи при лихорадке, камнеобразовании холецистите, и в мочевом осадке при пиелонефрите и гепатите (Pitariu, 1978, 1979).
Выявляется Acarus siro, Tyrophagus putrescentiae, T. longior, Aleuroglyphus ovatus, Caloglyphus berlesei, C. mycophagus, Suidasia nesbitti, Lardoglyphus konoi, Glycyphagus domesticus, Carpoglyphus lactis, Lepidoglyphus destructor, Dermatophagoides farinae (см. клещи домашней пыли), D. pteronyssinus, Euroglyphus maynei, Caloglyphus hughesi, Tarsonemus granarus и T. hominis.
Клещи, живущие в кишечном тракте могут механически повреждает кишечные ткани тракта, и даже нарушают слизистый слой структур, внедрятся в слизистый слой и глубокие ткани, вызывающие necroinflammation и язвы (Li and Wang, 2000; Li et al , 2003a,b).
Колоноскопия у лиц в кале которых были найдены клещи, показыла бледную кишечную стену, язву, расслаивание клеток от стенки кишечника. Кроме того, живые клещи и яйца наблюдались в тканях, особенно в крайней зоне язвы.
Колоноскопия биопсии показала наличие живых клещей и их яйца в толстой кишке в месте повреждения слизистой оболочки.
Сырные клещи (Tyroglyphus siro, Туrolichus casei) могут вызывать "кожный ванилизм" (профессиональное заболевание сортировщиков ванили); а также желудочный и кишечный катар; его находили в моче и в наружных гениталиях женщин.
Tyroglyphus longior находили в кале у людей с диареей, а также в трупах. У искусственно заражённых Tyroglyphus longior собак были найдены живые клещи и яйца в экскрементах.
Сахарные клещи Glyciphagus иногда обнаруживается в моче и фекалиях человека.
Carpoglyphus lactis (Linnaeus) может вызывать у человека акариаз кожи (акародерматит), акариаз лёгкого, дуоденальную язву, акариаз кишечника (см. Карпоглифусиоз).
Mekie (1926) сообщил о случае кишечного паразитизма Tyroglyphus longior Gerv (см. Тироглифоз).
Диарея может иметь связь с клещами.
Причиной поражения кишечника может является и аллергическая реакция у атопических больных вскоре после потребления продуктов, загрязнённых клещом пшеничной мукой. Болезнь проявляется анафилаксией. Заболевание чаще возникает в тропическом и субтропическом климате (см. Пищевая клещевая анафилаксия).

## Диагностика, лечение, прогноз
Диагностика кишечного акариаза основана на анамнезе (например, контакт с продуктами питания, на которых могут быть клещи), выявление клещей в экскрементах, предложены иммунологические и серодиагностические методы. Дифференциальный диагноз проводят с хроническим колитом, аллергическим энтеритом, амёбиазом, кишечным неврозом, нематодозами (аскаридоз и т.д.), японским шистосомозом и др. болезнями ЖКТ.
Прогноз благоприятный.